# 中之町東
中之町東（なかのちょうひがし）は、大阪府堺市堺区にある地名。2024年現在の行政地名は中之町東一丁から中之町東四丁。住居表示は実施済。

## 地理
堺区の中央部に位置する。南東は中安井町、南安井町、南西は寺地町東、北西は中之町西、北東は宿院町東に接する。北西から順に一丁から四丁がある。

## 歴史

### 沿革
はじめ1 - 3丁、1959年（昭和34年）から1 - 4丁がある。
- 1872年（明治5年）、舳松町・南馬場町・絹屋3丁目・南片原下之町・南中之町寺町・中之町農人町および魚屋東半町の一部より中之町東成立。堺町のうち。
- 1879年（明治12年）、郡区町村編制法施行により、堺区の所属となる。
- 1889年（明治22年）、市制施行により、堺市の所属となる。
- 1929年（昭和4年）、一部が中安井町となる。
- 1959年（昭和34年）、中之町の一部を編入[6]。
- 2006年（平成18年）、堺市が政令指定都市に移行し、行政区を設置。中之町東は堺区の所属となる。

## 世帯数と人口
2024年（令和6年）7月22日現在の世帯数と人口は以下の通りである。
| 丁           | 世帯数  | 人口  |
| ------------ | ------- | ----- |
| 中之町東一丁 | 76世帯  | 98人  |
| 中之町東二丁 | 140世帯 | 166人 |
| 中之町東三丁 | 93世帯  | 141人 |
| 中之町東四丁 | 82世帯  | 158人 |
| 計           | 391世帯 | 563人 |

### 人口の変遷
国勢調査による人口の推移。
| 1995年（平成7年）  | 667人 | [ 7 ]  |  |
| 2000年（平成12年） | 642人 | [ 8 ]  |  |
| 2005年（平成17年） | 635人 | [ 9 ]  |  |
| 2010年（平成22年） | 611人 | [ 10 ] |  |
| 2015年（平成27年） | 590人 | [ 11 ] |  |
| 2020年（令和2年）  | 541人 | [ 12 ] |  |

### 世帯数の変遷
国勢調査による世帯数の推移。
| 1995年（平成7年）  | 299世帯 | [ 7 ]  |  |
| 2000年（平成12年） | 335世帯 | [ 8 ]  |  |
| 2005年（平成17年） | 324世帯 | [ 9 ]  |  |
| 2010年（平成22年） | 330世帯 | [ 10 ] |  |
| 2015年（平成27年） | 343世帯 | [ 11 ] |  |
| 2020年（令和2年）  | 350世帯 | [ 12 ] |  |

## 学区
市立小・中学校に通う場合、学区は以下の通りとなる。
| 丁           | 番   | 小学校             | 中学校           |
| ------------ | ---- | ------------------ | ---------------- |
| 中之町東一丁 | 全域 | 堺市立少林寺小学校 | 堺市立陵西中学校 |
| 中之町東二丁 | 全域 | 堺市立少林寺小学校 | 堺市立陵西中学校 |
| 中之町東三丁 | 全域 | 堺市立少林寺小学校 | 堺市立陵西中学校 |
| 中之町東四丁 | 全域 | 堺市立少林寺小学校 | 堺市立陵西中学校 |

## 事業所
2021年（令和3年）現在の経済センサス調査による事業所数と従業員数は以下の通りである。
| 丁                 | 事業所数 | 従業員数 |
| ------------------ | -------- | -------- |
| 中之町東一丁       | 17事業所 | 255人    |
| 中之町東二丁・三丁 | 7事業所  | 27人     |
| 中之町東四丁       | 15事業所 | 87人     |
| 計                 | 39事業所 | 369人    |

## 交通

### 道路
- 国道26号
- 大道筋（大阪府道197号深井畑山宿院線）

## 施設
- 妙法寺
- 滋光寺
- 正法寺
- 長徳寺
- 土居川公園

## 郵便
- 郵便番号：590-0956[3]（集配局：堺郵便局[15]）。